# Förpackningsinsamlingen
Svenska Förpackningsinsamlingen (FTI) var ett svenskt privatägt aktiebolag, bildat 2004, som ansvarade för insamling för återvinning av förpackningar. FTI drevs och bekostades av företag inom industri- och handelssektorn i Sverige, som enligt producentansvaret är skyldiga att driva ett returinsamlingssystem för att återvinna produkter de själva fört ut på marknaden. Verksamheten startade redan 1994 när producentansvaret infördes, då under namnet Reparegistret AB, senare Förpackningsinsamlingen AB, som sedermera blev Förpacknings- och Tidningsinsamlingen AB. År 2022 bytte bolaget namn igen till Förpackningsinsamlingen när producentansvaret för returpapper (tidningar) upphörde.   
1 januari 2024 avvecklades FTI. I dess ställe bildadess Näringslivets Producentansvar (NPA) som blev producentansvarsorganisation.  
FTI ägdes av fyra så kallade "materialbolag". Dessa bolag var Returkartong, Svenska Metallkretsen, Svensk Plaståtervinning, Svensk Glasåtervinning. Bakom materialbolagen stod företag och intresseföreningar inom respektive bransch. Detta innebär att branschföretag såsom bl.a. Stora Enso och Tetra Pak genom delägarskap i Returkartong deltog i och bekostade FTI:s verksamhet.  Även Svensk Handel deltog och var delägare. Verksamheten bedrevs utan vinstintresse och gav ingen ekonomisk utdelning till ägarna.
Producentansvaret i sin nuvarande form härstammar från 1994. Regelverket finns bl.a. i förordningen (2018:1462) om producentansvar för förpackningar.